# Lymantria japonica
Lymantria japonica är en fjärilsart som beskrevs av Victor Ivanovitsch Motschulsky 1860. Lymantria japonica ingår i släktet Lymantria och familjen tofsspinnare. Inga underarter finns listade i Catalogue of Life.